# Saint-Léger-lès-Domart

Saint-Léger-lès-Domart este o comună în departamentul Somme, Franța. În 1 ianuarie 2022 avea o populație de 1.813 de locuitori.